# Kuala Perlis
Kuala Perlis è una città della Malaysia situata nello Stato di Perlis.